# 조지 H. 히칭스
조지 허버트 히칭스(영어: George Herbert Hitchings, ForMemRS, 1905년 4월 18일 ~ 1998년 2월 27일)는 미국의 약리학자이다. 1988년에 약물 치료의 중요한 원칙을 발견한 공로로 제임스 화이트 블랙, 거트루드 B. 엘리언과 함께 노벨 생리학·의학상을 수상했다.

## 학력
- 1919~1923년: 프랭클린 고등학교 (졸업)
- 1923~1927년: 워싱턴 대학교 화학과 (학사)
- 1927~1928년: 워싱턴 대학교 대학원 화학과 (석사)
- 1929~1933년: 하버드 대학교 대학원 화학과 (박사)

## 수상 경력
- 1968년 : 가드너 국제상
- 1988년 : 노벨 생리학·의학상

## 회원
- 1974년 : 왕립학회 외국인 회원[1]